# Akgün
Akgün ist ein türkischer männlicher Vorname sowie Familienname mit der Bedeutung „der Freudentag“; „ein schöner Tag“, gebildet aus den Elementen ak und gün (türk. für „Tag, Sonne“).

## Namensträger

### Vorname
- Akgün Kaçmaz (1935–2023), türkischer Fußballspieler

### Familienname
- Antigone Akgün (* 1993), freischaffende Dramaturgin, Schauspielerin, Performerin und Autorin
- Avni Akgün (* 1932), türkischer Weitspringer
- Aykut Akgün (* 1987), türkischer Fußballspieler
- Enes Can Akgün (* 1995), französisch-türkischer Fußballspieler
- Feride Akgün (* 1973), türkische Fußballspielerin
- Kaptan Kaan Akgün (* 1995), türkischer Fußballspieler
- Lale Akgün (* 1953), deutsche Psychotherapeutin, Autorin und Politikerin (SPD)
- Mehmet Akgün (* 1986), deutscher Fußballspieler
- Mensur Akgün (* 19**), türkischer Politikwissenschaftler und Kolumnist
- Nurceren Akgün Göktepe (* 1992), türkische Handball- und Beachhandballspielerin
- Yunus Akgün (* 2000), türkischer Fußballspieler
- Yusuf Akgün (* 1984), türkischer Schauspieler